# Diego Romero Cachay
Diego Alonso Romero Cachay (Chiclayo, Perú, 17 de agosto de 2001) es un futbolista peruano. Juega como guardameta y su equipo actual es el Club Atlético Banfield de la Primera División de Argentina. 

## Trayectoria

### Universitario de Deportes
Fue formado en las divisiones menores de Universitario de Deportes pero luego fue a préstamo al Juan Aurich de Chongoyape y posteriormente a Carlos Stein, con el cual alcanzó los octavos de final de la fase nacional de la Copa Perú 2016. Posteriormente regresó a Universitario de Deportes y en 2018 se ganó un lugar en la reserva del club. En marzo de 2019 fue promovido al primer equipo por el entrenador chileno Nicolás Córdova.
Tras la llegada del uruguayo Gregorio Pérez, Romero se quedó en el plantel principal como tercer arquero detrás de Aamet Calderón y José Carvallo. Durante los primeros partidos del año fue el capitán del equipo de reservas. Tras la llegada de Ángel Comizzo, Romero ganó confianza para ser el arquero suplente de Universitario, sumado a la lesión de Aamet, se posicionó como el arquero suplente de la «U». Luego de la partida de Carvallo a la selección, Comizzo apostó por Romero y finalmente debutó a nivel profesional en la fecha 15 en la victoria de Universitario frente a Deportivo Municipal por 5-0.
Luego de haber debutado y haber cumplido una grata aparición, se le renovó su contrato hasta diciembre de 2024. En la fecha 5 del Torneo Clausura, Universitario terminó goleado 6-1 por la Universidad Técnica de Cajamarca, siendo Romero uno de los jugadores más criticados del partido. Atajó siete partidos en todo el año 2020, recibiendo catorce goles. Con la llegada de Patrick Zubczuk, volvió a ser el tercer arquero del plantel siendo inscrito para la Copa Libertadores 2021. Debido al llamado de José Carvallo a la selección y la lesión de Patrick Zubczuk fue titular frente a la Universidad César Vallejo dando una asistencia a Álex Valera. En 2022 debutó frente a Deportivo Binacional en Juliaca en la derrota por 1-0. Aquella temporada atajó en cinco ocasiones. En la temporada 2023 salió campeón nacional al vencer en la final a Alianza Lima, obteniendo su primer título nacional. Luego de su buen Torneo Preolímpico Sudamericano Sub-23 de 2024, donde fue uno de los mejores porteros del campeonato, despertó el interés de clubes extranjeros. En junio recibió una oferta de Independiente Rivadavia, sin embargo, fue convencido por Jean Ferrari y Fabián Bustos para permanecer en el equipo crema. El 2024 atajó en 7 oportunidades, sería bicampeón con el plantel crema en el año de su centenario.

### Banfield
En enero de 2025, se anunció su cesión al Club Atlético Banfield por una temporada.

## Selección nacional
Ha sido internacional con la selección de fútbol del Perú en la categoría sub-20, con la cual disputó el Campeonato Sudamericano de Fútbol Sub-20 de 2019 realizado en Chile. Con la selección sub-23 disputó el Torneo Preolímpico Sudamericano Sub-23 de 2024 realizado en Venezuela. 

## Clubes y estadísticas
Actualizado de acuerdo al último partido jugado el 21 de septiembre de 2023.
| Universitario de Deportes · Perú | 1.ª           | 2020          | 7  | 0 | — | — | — | — | 7  | 0 |
| Universitario de Deportes · Perú | 1.ª           | 2021          | 1  | 0 | — | — | — | — | 1  | 0 |
| Universitario de Deportes · Perú | 1.ª           | 2022          | 5  | 0 | — | — | — | — | 5  | 0 |
| Universitario de Deportes · Perú | 1.ª           | 2023          | 8  | 0 | — | — | 2 | 0 | 10 | 0 |
| Universitario de Deportes · Perú | 1.ª           | 2024          | 7  | 0 | — | — | 0 | 0 | 7  | 0 |
| Universitario de Deportes · Perú | Total club    | Total club    | 28 | 0 | 0 | 0 | 2 | 0 | 30 | 0 |
| C.A Banfield                     |               | 2025          | 0  | 0 | 0 | 0 | — | — | 0  | 0 |
| C.A Banfield                     | Total club    | Total club    | 0  | 0 | 0 | 0 | 0 | 0 | 0  | 0 |
| Total carrera                    | Total carrera | Total carrera | 24 | 0 | 0 | 0 | 2 | 0 | 26 | 0 |
| 1. 2.                            |               |               |    |   |   |   |   |   |    |   |

## Palmarés

### Títulos nacionales
| Título                    | Club                      | País | Año  |
| ------------------------- | ------------------------- | ---- | ---- |
| Torneo Apertura           | Universitario de Deportes | Perú | 2020 |
| Torneo Clausura           | Universitario de Deportes | Perú | 2023 |
| Primera División del Perú | Universitario de Deportes | Perú | 2023 |
| Torneo Apertura           | Universitario de Deportes | Perú | 2024 |
| Torneo Clausura           | Universitario de Deportes | Perú | 2024 |
| Primera División del Perú | Universitario de Deportes | Perú | 2024 |